# Sicherheitsmesser
Sicherheitsmesser sind Messer mit kurzen Klingen von zwei bis drei Zentimetern Länge, die zum Öffnen von Verpackungen aus Kartonage oder Kunststoffen verwendet werden. Wesentliches Merkmal ist, dass die Klinge unter Federspannung im Griff gehalten wird und mittels eines Schiebers oder Knopfes in Arbeitsposition geschoben und gehalten wird. Nach Freigabe des Schiebers/Knopfes springt die Klinge in den Griff zurück.
Sinn der Einrichtung ist es, die Klinge nur kontrolliert und für die Arbeit freizulegen. So werden Verletzungen durch offene Klingen oder durch ungewolltes Öffnen des Messer weitestgehend vermieden.
Die Klingenform ist üblicherweise der eines Teppichmessers ähnlich.

## Drei Sicherheitsstufen
Ein Sicherheitsmesser ist ein vielfältig einsetzbares Arbeitswerkzeug, das zum Schneiden oder Bearbeiten von zahlreichen Materialien wie Papier, Karton oder Folie Verwendung finden kann. Es besteht aus einem Griff und einer Klinge, die durch einen Schieber oder einen anderen Mechanismus aus dem Griffkörper heraustritt. Es bestehen drei Sicherheitsstufen, die sich durch unterschiedliche Technologien auszeichnen.

### Sicherheitsklasse 0: Einfache Cuttermesser oder Teppichmesser
Die Sicherheitsstufe 0 gewährt kaum Schutz. In dieser Klasse sind die einfachen Teppichmesser und Cuttermesser zusammengefasst.
Um das Sicherheitsmesser nutzen zu können, ist es notwendig die eigentliche Klinge herauszuschieben. Die Cuttermesser sind oft aus Plastik gefertigt und haben eine „Abbrechklinge“, um die Schneidfläche durch eine Sollbruchstelle zu erneuern, wenn diese Stumpf geworden ist.
Leider führt der Einsatz dieser Cuttermesser häufig zu Unfällen. Die Klingen können unter Krafteinwirkung auch während des Schneidvorgangs ungewollt abbrechen und stellen somit ein Sicherheitsrisiko dar. Des Weiteren verfügen diese Messer nicht über eine Federlagerung der Klinge, die die Klinge automatisch in den Schaft zurückzieht. Daher besteht die Gefahr, dass Klingen offen am Arbeitsplatz herumliegen können, was eine weiter potentielle Gefahrenstelle bildet.

### 1. Sicherheitsstufe
Die erste Sicherheitsstufe gewährt Sicherheit durch einen automatischen, federbelasteten Klingenrückzug. Dieser fällt in die Kategorie der WAK-Technologie, der Klingenrückzug ist dementsprechend willensabhängig.
Der Schieber muss zunächst getätigt werden, um die Klinge für den Schneidvorgang herauszuschieben. Wird der Hebel nicht mehr gedrückt, oder das Messer aus der Hand gelegt, fährt die Klinge wieder zurück. Während des Schneidens muss der Finger vom Schieber genommen werden, um diese Sicherheitstechnik auszulösen. Durch den ziehenden Schnitt und den Kontakt der Klinge mit dem zu schneidenden Material ist es nicht nötig, den Schieber während des gesamten Schneidvorganges nach vorne zu schieben. Durch das Auslösen dieser Sicherheitstechnik wird im Falle eines Abrutschens vom Schneidgut die Zugfeder in Bewegung gesetzt, die die Klinge zurückfahren lässt.

### 2. Sicherheitsstufe
Die zweite Sicherheitsstufe zeichnet sich durch die WUK-Technologie aus. Der willensunabhängige Klingenrückzug wird ebenfalls bei Kontakt der Klinge mit dem zu zerschneidenden oder zu bearbeitenden Material ausgelöst, jedoch muss nicht aktiv der Finger während des Schneidvorganges vom Schieber genommen werden. Selbst bei gedrückt gehaltenem Betätigungshebel wird die Klinge bei Unterbrechung des Schneidvorganges wieder zurückgezogen. Beschreiben lässt sich somit diese zweite Stufe als vollautomatischer Klingenrückzug. Im Falle eines Messers, dessen Klinge sich ein- und ausfahren lässt, gewährt diese Technik beim Schneiden den maximalen Schutz.

### 3. Sicherheitsstufe
Die dritte und höchste Sicherheitsstufe stellt die Methode der verdeckt liegenden Klinge dar. Es ist beinahe unmöglich, sich bei einem Schneidvorgang zu verletzen, sodass das Unfallrisiko noch weiter herabgesetzt wird. Durch die nicht offen liegende Klinge des Sicherheitsmessers können sich teilweise Einschränkungen in der Verwendung des Schneidwerkzeugs ergeben, jedoch ist die Unfallgefahr bei dieser Sicherheitsstufe beinahe allumfassend gebannt – siehe Gurtmesser.